# Lista compozițiilor de Ralph Vaughan Williams
Aceasta este lista compozițiilor lui Ralph Vaughan Williams.

## Opere
- The Shepherds of the Delectable Mountains (1921) - libret de Vaughan Williams; mai târziu incorporată, cu excepția ultimei secțiuni, în The Pilgrim's Progress
- Hugh the Drover sau Love in the Stocks - operă în două acte pentru nouă soliști, cor mixt și orchestră (1910-1920)
- Sir John in Love - operă în patru acte; libret de Vaughan Williams după Shakespeare (1924-1928)
- The Poisoned Kiss sau The Empress and the Necromancer - operă în trei acte (1927-1929, revizuită în 1936-1937 și 1956-1957)
- Riders to the Sea - operă într-un act, transpunere pe muzică a unei piese de teatru de John Millington Synge (1925-1932)
- The Pilgrim's Progress - epilog, patru acte și epilog (1906-1952)

## Balete
- Old King Cole - balet pentru orchestră și cor (1923)
- On Christmas Night (1926)
- Job, A Masque for Dancing (1930)
- The Running Set (1933)

## Lucrări orchestrale

### Simfonii
- Simfonia mării (Simfonia nr. 1) pentru soprană, bariton, cor și orchestră (1903-1909)
- Simfonia londoneză (Simfonia nr. 2) (1913)
- Simfonia pastorală (Simfonia nr. 3) (1921)
- Simfonia nr. 4 în Fa minor (1931-1934)
- Simfonia nr. 5 în Re major (1938-1943)
- Simfonia nr. 6 în Mi minor (1946-1947)
- Sinfonia antartica (Simfonia nr. 7) pentru soprană, cor feminin și orchestră (1949-1952)
- Simfonia nr. 8 în Re minor (1953-1955)
- Simfonia nr. 9 în Mi minor (1956-1957)

### Lucrări pentru solist și orchestră
- Fantezie pentru pian și orchestră (1896-1902, revizuită în 1904, nepublicată)
- The Lark Ascending - romanță pentru vioară și orchestră (1914)
- Concerto Accademico (Concertul pentru vioară în Re major) (1924-1925)
- Fantezie pe teme folclorice din Sussex pentru violoncel și orchestră (1924-1925)
- Concertul pentru pian în Do major (1926, revizuit în 1930-1931)
- Concertul pentru două piane în Do major (1932, adaptare a concertului în Do major)
- Suita pentru violă și orchestră mică (1936-1938)
- Concertul pentru oboi și orchestră de coarde în La minor (1944)
- Fantasia (Quasi Variazione) pe Psalmul 104 pentru pian, cor mixt și orchestră (1949)
- Romanță pentru muzicuță în Re bemol major (1951)
- Concertul pentru tubă în Fa minor (1954)

### Alte lucrări orchestrale
- Serenadă în La minor (1898)
- Suita bucolică (1900)
- Elegie eroică și epilog triumfal (1901)
- Rapsodia simfonică (1901-1903)
- In the Fen Country (1904)
- Rapsodia Norfolk nr. 1 în Mi minor (1905-1906)
- Rapsodia Norfolk nr. 2 în Re minor (1906)
- Suita aristofanică: Viespile (1909)
- Fantezie pe o temă de Thomas Tallis (1910)
- Preludiu și fugă în Do minor (1921-1930)
- Fantezie pe Greensleeves (1934)
- Cântece folclorice engleze - suită pentru orchestră (1935)
- Două preludii pe imnuri (1936)
- Partita pentru orchestră de coarde dublă (1938)
- Five Variants of Dives and Lazarus pentru harpă și orchestră (1939)
- Concerto Grosso pentru orchestră de coarde (1950)
- Preludiu pe un colind vechi (1950)
- Flourish for Glorious John (1957)

## Muzică de cameră
- Trio de pian în Sol major (1888, nepublicat)
- Final pentru cvartet de coarde (1891, nepublicat)
- Trio de pian în Do major (1895, nepublicat)
- Cvartet de coarde în Do minor (1897, nepublicat)
- Cvintet în Re major pentru clarinet, corn, vioară, violoncel și pian (1898, nepublicat)
- Cvintet de pian în Do minor pentru pian, vioară, violă, violoncel și contrabas (1903, nepublicat)
- Baladă și Scherzo pentru cvintet de coarde (1904, nepublicat)
- Două piese scurte pentru cvartet de coarde (1904, nepublicat)
- Două duete vocale pentru soprană, bariton, pian și cvartet de coarde (1904, nepublicat)
- Fantezie pe "Linden Lea" pentru oboi, clarinet și fagot (1942-1943, nepublicat)
- Cvartet de coarde în Sol minor (1908, revizuit în 1921)
- On Wenlock Edge - ciclu de șase cântece pentru tenor și pian sau cvartet de coarde (1909)
- Phantasy Quintet pentru două viori, două viole și violoncel (1912)
- Suită de balet pentru flaut și pian (1913)
- Merciless Beauty - trei rondeluri pentru voce înaltă și trio de coarde (1921)
- Două piese pentru vioară și pian (1922)
- Șase studii pe cântece folclorice engleze pentru violoncel și pian (1926)
- Suita pentru suflători (1928/1929)
- Household Music - trei preludii pe imnuri galeze pentru cvartet de coarde
- Cvartetul de coarde nr. 2 în La minor "For Jean on her Birthday" (1942-1944)
- Sonata pentru vioară în La minor (1942-1943)
- Romanță pentru violă și pian (an necunoscut)

## Muzică pentru pian
Toate aceste lucrări au rămas nepublicate în timpul vieții lui Vaughan Williams.
- The Robin's Nest (1878)
- Sonatina în Mi bemol major (1890)
- Temă și variațiuni (1891)
- Variations on a Ground Bass by Lully (1892)
- Suită pentru pian la patru mâini (1893)
- Reminiscences of a Walk at Frankham (1894)
- Andante sostenuto (1904)
- Pezzo ostinato (1905)
- Suită de șase piese scurte (1921)
- Hymn Tune Prelude on 'Song 13' by Orlando Gibbons (1928)
- Șase piese de învățare (1934)
- The Lake in the Mountains (1941-1943)
- A Winter Piece (1943)
- Introducere și fugă pentru două piane (1947)

## Muzică pentru orgă
Toate aceste lucrări au rămas nepublicate în timpul vieții lui Vaughan Williams.
- Uvertura pentru orgă (1890)
- Trei preludii (1920)
- Passacaglia (1933)
- A Wedding Tune for Ann (1943)
- Două preludii pentru orgă (1954)
- A Vaughan Williams Organ Album - colecție de opt piese pentru orgă (1934-1958)

## Muzică vocală

### Lucrări vocal-simfonice
- The Garden of Proserpine pentru cor și orchestră (1899)
- Willow Wood - cantată pentru bariton sau mezzo-soprană și orchestră (1899)
- Toward the Unknown Region pentru cor și orchestră (1906)
- Trei nocturne pentru bariton, semi-cor și orchestră (1908)
- Cinci cântece mistice pentru bariton, cor mixt și orchestră (1911)
- Fantezie pe colinde de Crăciun pentru bariton, cor mixt și orchestră (1912)
- Lord, Thou Has Been Our Refuge - motet pentru cor, semi-cor și orchestră pe Psalmul 90 (1921)
- Fanfare: 'So he passed over ....' pentru cor feminin dublu, trompete, violoncel, contrabas și clopote (1921)
- A Cotswold Romance - cantată pentru tenor și soprană, cor mixt și orchestră (1924)
- Sancta Civitas ("Orașul Sfânt") - oratoriu pentru tenor, bariton, cor mixt, semi-cor, cor distant și orchestră (1923-1925)
- Te Deum în Sol major (1928)
- In Windsor Forest - cantată pentru cor mixt și orchestră, adaptată după opera Sir John in Love (1929)
- Benedicite pentru soprană, cor mixt și orchestră (1929)
- Psalmul 100 pentru cor mixt și orchestră (1929)
- Trei imnuri corale pentru bariton sau tenor, cor mixt și orchestră (1929)
- Three Children's Songs for A Spring Festival pentru voci la unison și orchestră de coarde (1929)
- Magnificat pentru contralto, cor feminin, flaut solo și orchestră (1932)
- Cinci portrete Tudor pentru contralto sau mezzo-soprană, bariton, cor mixt și orchestră (1935)
- Nothing is here for tears pentru cor cu acompaniament de pian, orgă sau orchestră (1936)
- Dona Nobis Pacem - cantată pentru soprană și bariton, cor mixt și orchestră (1936)
- Flourish for a Coronation pentru cor mixt și orchestră (1937)
- Te Deum de festival în Fa major pentru cor mixt și orgă sau orchestră (1938)
- Serenada muzicii pentru 16 voci solo (1938)
- Six Choral Songs To be Sung in Time of War pentru voci la unison cu pian sau orchestră (1940)
- The New Commonwealth pentru voci la unison și pian sau orchestră (1940)
- England My England pentru bariton, cor dublu, voci la unison și orchestră (1941)
- Thanksgiving for Victory (redenumită A Song of Thanksgiving în 1952) pentru soprană, narator, cor mixt și orchestră (1944)
- The Voice out of the Whirlwind - motet pentru cor mixt și orchestră sau orgă (1947)
- Folk Songs of the Four Seasons - cantată pentru voci feminine și orchestră (1904-1949)
- An Oxford Elegy pentru narator, cor mixt mic și orchestră mică (1949)
- The Sons of Light - cantată pentru cor mixt și orchestră (1950)
- Psalmul 100 pentru cor mixt, orchestră și orgă (1950)
- Hodie - cantată de Crăciun pentru soprană, tenor, bariton, cor mixt, cor de băieți, orgă (opțională) și orchestră (1954)
- Epithalamion - cantată pentru bariton, cor mixt și orchestră mică (1957)

### Muzică vocală fără acompaniament
- Three Elizabethan Songs pentru cor (1899)
- Come away, Death (1899)
- Rise early Sun (1899)
- Ring out your Bells (1902)
- Rest (1902)
- Fain would I change that note - canțonetă pentru patru voci (1907)
- Love is a Sickness - balet pentru patru voci (1913)
- O Praise the Lord of Heaven - imn pentru două coruri duble și semi-cor pe Psalmul 148 (1913)
- Cinci cântece folclorice engleze pentru cor mixt (1913)
- O Vos Omnes (Is it nothing to you?) - motet pentru voci mixte și alto (1922)
- Misa în Sol minor pentru patru soliști și cor mixt (1922)
- Valiant for Truth - motet pentru cor mixt fără acompaniament sau cu pian sau orgă (1940)
- The Souls of the Righteous - motet pentru soprană, tenor, bariton și cor mixt (1947)
- Prayer to the Father of Heaven - motet pentru cor mixt (1948)
- Trei cântece după Shakespeare pentru cor mixt (1951)
- O Taste and See - motet pentru cor mixt pe Psalmul 34 (1952)
- Silence and Music pentru cor mixt (1953)
- Heart's Music  pentru cor mixt (1954)
- A Choral Flourish pentru cor mixt pe Psalmul 22 (1956)

### Muzică vocală cu acompaniament de pian sau orgă
- Let Us Now Praise Famous Men cu acompaniament de pian, orgă sau orchestră mică (1900-1923)
- Darest Thou Now, O Soul (1925)
- Magnificat și Nunc Dimittis pentru cor mixt și orgă (1925)
- The Pilgrim Pavement pentru soprană, cor mixt și orgă (1934)
- O How Amiable pentru cor mixt și orgă pe Psalmii 84 și 90 (1934)
- Slujbe în Re minor pentru voci la unison, cor mixt și orgă (1939)
- A Hymn of Freedom pentru voci la unison și pian sau orgă (1939)
- A Call to the Free Nations - imn pentru cor sau voci la unison (1942)
- Cinci imnuri de război pentru voci la unison și pian sau orgă (1942)
- The Airmen's Hymn - cântec la unison cu pian sau orgă (1943)
- Hymn for St Margaret ('St Margaret') (1948)
- Te Deum și Benedictus pentru voci la unison sau voci mixte și pian sau orgă (1954)
- A Vision of Aeroplanes - motet pentru cor mixt și orgă (1956)

### Muzică vocală pentru voce solo
Toate cu acompaniament de pian, excepțiile sunt menționate. Include și lucrări nepublicate.
- Crossing the Bar (1892)
- Wishes (1893)
- The Virgin's Cradle Song (1894)
- To Daffodils (1895)
- Lollipops Song; Spinning Song (1895)
- Spring (1896)
- Winter (1896)
- Rondel pentru contralto sau bariton cu pian (1896)
- The Willow Whistle pentru voce și suflător (1892-1938)
- How can the tree but wither? (1896)
- Claribel (1899)
- Linden Lea (1901)
- Blackmore by the Stour (1902)
- Whither must I wander? (1902)
- Boy Johnny (1902)
- If I were a Queen (1902)
- Tears, Idle Tears (1903)
- Silent Noon (1903)
- Orpheus with his Lute (1903)
- When I Am Dead, my Dearest (1903)
- The Winter's Willow (1903)
- The House of Life - ciclu de șase sonete (1904)
- Songs of Travel (1904)
- Ye Little Birds (1905)
- A Cradle Song (1905)
- The Splendour Falls (1905)
- Dreamland (1905)
- Buonaparty (1908)
- The Sky above the Roof (1908)
- Is my team ploughing? (1908)
- Patru imnuri pentru tenor cu pian și violă (1914)
- Dirge for Fidele (1895-1922)
- It was a lover and his lass (1922)
- Două poeme de Seumas O'Sullivan (1925)
- Trei cântece pe Shakespeare (1925)
- Patru poeme de Fredegond Shove (1922-1925)
- Trei poeme de Walt Whitman (1925)
- Along the Field - opt cântece pentru voce și vioară (1927)
- In the Spring (1952)
- Menelaus on the Beach at Pharos (1954)
- Hands, Eyes and Heart (1955)
- Zece cântece pe William Blake pentru voce și oboi (1957)
- Four Last Songs (1958)
- Trei vocalize pentru soprană și clarinet (1958)

## Aranjamente
- The Willow Song pentru soprană și bariton cu pian (traducere din germană de A. Foxton Ferguson)
- Think of Me pentru soprană și bariton cu pian (traducere din germană de A. Foxton Ferguson)
- Cousin Michael pentru soprană și bariton cu pian (traducere din germană de A. Foxton Ferguson)
- Réveillez-vous, Picars pentru voce și pian (traducere din franceză de Paul England)
- Jean Renaud pentru voce și pian (traducere din franceză de Paul England)
- L'amour de Moy pentru voce și pian (traducere din franceză de Paul England)
- Șase cântece folclorice din comitatele de est (din zona Essex)
- Șase cântece folclorice din comitatele de est (din zona Norfolk)
- Șase cântece folclorice din comitatele de est (din zona Cambridgeshire)
- The Jolly Ploughboy (cântec folcloric din Sussex, aranjat pentru voci la unison și pian)
- Down among the Dead Men
- The Spanish Ladies pentru voce și pian
- Alister McAlpine's Lament pentru voci mixte fără acompaniament
- Cântece folclorice pentru școală pentru voci la unison și pian
- Cântece folclorice din Sussex cu acompaniament de pian
- Ward the Pirate aranjat pentru cor mixt și orchestră mică
- Tarry Trowsers aranjat pentru cor mixt și orchestră mică
- And All in the Morning (On Christmas Day) aranjat pentru cor mixt și orchestră mică
- The Carter pentru orchestră (nepublicată)
- The Minehead Hobby-Horse aranjat pentru orchestră
- Phil the Fluter's Dancing - dans folcloric englez aranjat pentru flaut și orchestră
- Mannin Veen ("Dear Mona") pentru cor mixt fără acompaniament
- The Dark-eyed Sailor - cântec folcloric englez la unison cu acompaniament de pian
- Just as the Tide was Flowing - cântec folcloric englez la unison cu acompaniament de pian
- The Lover's Ghost - cântec folcloric englez aranjat pentru voce și pian
- Wassail Song - cântec folcloric englez aranjat pentru voci la unison și orchestră
- Selecție de cântece folclorice culese aranjate pentru pian și voce
- The Motherland Song Book
- Opt colinde engleze tradiționale aranjate pentru voce și pian
- The Turtle Dove aranjat pentru voci bărbătești și pian
- Our love goes out to English skies - cântec patriotic pentru voci la unison sau cor mixt
- 12 colinde tradiționale din Herefordshire - aranjate pentru voce și pian sau pentru voce fără acompaniament
- The League of Nations Song Book
- The Lass that Loves a Sailor - aranjat pentru voci la unison sau cor mixt
- The Mermaid - aranjat pentru cor mixt și soprană fără acompaniament sau pentru voci la unison cu pian
- Heart of Oak - aranjat pentru voci bărbătești la unison cu pian
- The Farmer's Boy - aranjat pentru voci bărbătești fără acompaniament
- Loch Lomond - aranjat pentru voci bărbătești și bariton fără acompaniament
- A Farmer's Son So Sweet - cântec folcloric aranjat pentru voci bărbătești cu acompaniament de pian
- Ca the Yowes - cântec folcloric scoțian aranjat pentru tenor și cor mixt fără acompaniament
- High Germany - cântec folcloric aranjat pentru tenor și bas cu pian
- Mr. Isaac's Maggot - cântec tradițional de dans rural aranjat pentru clarinet, pian, trianglu și coarde
- Old Folks at Home - aranjat pentru voci bărbătești și bariton
- Fuga "Uriașă" - de Johann Sebastian Bach, transpus pentru coarde de Vaughan Williams și Arnold Foster
- The Lawyer - cântec folcloric englez aranjat de Vaughan Williams pentru voci mixte
- 12 dansuri rurale tradiționale - culese de Maud Karpeles. Aranjament pentru pian de Vaughan Williams și Maud Karpeles
- Coral și preludiu coral: Ach bleib' bei uns, Herr Jesu Christ - Johann Sebastian Bach, aranjat pentru pian de Vaughan Williams
- An Acre of Land - cântec folcloric englez, aranjat pentru voci bărbătești cu pian
- John Dory - cântec folcloric englez
- I'll never love thee more - aranjat pentru voci mixte fără acompaniament
- The World it went well with me then - cântec tradițional, aranjat pentru voci bărbătești fără acompaniament
- Tobacco's but an Indian Weed - cântec tradițional, aranjat pentru voci bărbătești fără acompaniament
- The Ploughman - cântec folcloric englez, aranjat pentru voci bărbătești cu pian
- Cântece folclorice din Newfoundland - culese de Maud Karpeles. Aranjament pentru pian de Vaughan Williams și Maud Karpeles
- Cântece folclorice, Volumul II - culese de Maud Karpeles. Aranjament pentru pian de Vaughan Williams și Maud Karpeles
- Două cântece folclorice engleze - aranjate pentru voce cu vioară
- Șase cântece folclorice engleze - aranjate pentru voce cu pian
- My Soul Praise the Lord - imn aranjat pentru cor mixt și voci la unison cu pian
- Te Deum - de Antonin Dvorak pentru soprană, bas, cor mixt și orchestră
- Benedictus and Agnus Dei
- All Hail the Power - aranjament pentru voci la unison, cor mixt și orgă sau orchestră
- Nouă colinde pentru voci bărbătești fără acompaniament
- Trei cântece galice - aranjate pentru voci mixte fără acompaniament
- Diabelleries
- God Bless the Master of this House - aranjat pentru cor mixt fără acompaniament
- Schmücke Dich, O liebe Seele - Johann Sebastian Bach, aranjat pentru violoncel și orchestră de coarde
- Fen and Flood - cantată pentru cor bărbătesc și orchestră de Patrick Hadley, aranjat pentru soprană, bariton și cor mixt
- Nouă cântece folclorice engleze din sudul Munților Apalași pentru voce și pian

## Muzică de fanfară
- Cântece folclorice engleze - suită pentru fanfară militară (1923)
- Sea Songs - marș rapid pentru fanfară (1923)
- Concerto Grosso pentru fanfară militară (1924)
- Toccata Marziale pentru fanfară militară (1924)
- Henric al V-lea - uvertură pentru fanfară militară (1933)
- The Golden Vanity - marș pentru fanfară militară (1933)
- Flourish of Trumpets for a Folk Dance Festival pentru alămuri (1935)
- England's Pleasant Land pentru cor mixt și fanfară militară (1938)
- Flourish for Wind Band (1939)
- Preludiu pe trei imnuri galeze (1955)
- Variațiuni pentru alămuri (1957)

## Coloane sonore
- Viespile (1909)
- Bacchae pentru o piesă de Euripide (1911)
- Iphigenia in Tauris pentru o piesă de Euripide (1911)
- Electra pentru o piesă de Euripide (1911)
- The Merry Wives of Windsor (doar o pagină mai există) (1911)
- Coloană sonoră pentru Moartea lui Tintagiles de Maurice Maeterlinck (1913)
- Coloană sonoră pentru Pasărea albastră Maurice Maeterlinck (doar pentru pian) (1913)
- Regele Richard al II-lea (1913)
- Regele Henric al IV-lea, partea a II-a (1913)
- Regele Richard al III-lea (1913)
- Regele Henric al V-lea (1913)

## Muzică de film
- 49th Parallel (1940-1941)
- Coastal Command (1942)
- The People's Land (1941-1943)
- The Flemish Farm (1944)
- The Stricken Peninsula (1944) - pierdută
- The Loves of Joanna Godden (1946)
- Scott of the Antarctic (1948) - parte din muzică adaptată pentru Sinfonia antartica
- Dim Little Island (1949)
- Bitter Springs (1950)
- The England of Elizabeth (1955)
- The Vision of William Blake (1957)